# Resolve
Resolve es el séptimo álbum de estudio de Lagwagon. Fue lanzado nueve meses después de Live in a Dive, el 1 de noviembre de 2005 por Fat Wreck Chords. 
Resolve es un disco dedicado al batería original de Lagwagon, Derrick Plourde, que se suicidó el 30 de marzo de ese mismo año. Con motivo de este lamentable suceso, Joey Cape da por finalizado el grupo Bad Astronaut, proyecto paralelo a Lagwagon en el que Plourde participaba también como batería.

## Listado de canciones
1. "Heartbreaking Music" – 2:22
2. "Automatic" – 3:16
3. "Resolve" – 2:07
4. "Virus" – 3:31
5. "Runs In The Family" – 1:56
6. "The Contortionist" – 3:24
7. "Sad Astronaut" – 3:01
8. "Rager" – 1:21
9. "The Worst" – 2:30
10. "Creepy" – 1:32
11. "Infectious" – 3:50
12. "Days Of New" (incluye la pista oculta en acústico "The Chemist") – 10:53
13. "Fallen" (sólo en iTunes)

## Créditos
- Joey Cape - Voz
- Chris Flippin - Guitarra
- Chris Rest - Guitarra
- Jesse Buglione - Bajo
- Dave Raun - Batería

- Datos: Q1073523